# Derophthalma reuteri
Derophthalma reuteri är en insektsart som beskrevs av Berg 1884. Derophthalma reuteri ingår i släktet Derophthalma och familjen ängsskinnbaggar. Inga underarter finns listade i Catalogue of Life.